# Rudne
Rudne (ucraniano: Ру́дне; polaco: Rudno) es un asentamiento de tipo urbano de Ucrania, constituido administrativamente como una pedanía de la ciudad de Leópolis en la óblast de Leópolis.
En 2017, el asentamiento tenía una población de 7213 habitantes.
Se ubica en la periferia occidental de Leópolis, separado de la ciudad por la carretera de circunvalación E40. Al sur del asentamiento pasa una línea de ferrocarril que lo separa del pueblo colindante Zymna Vodá.

## Historia
Hasta mediados del siglo XIX se consideraba una finca rústica en el territorio del pueblo Zymna Vodá, pero comenzó a desarrollarse por su cercanía a Leópolis. En 1866 fue reconocido como un pueblo separado, cuando tenía unos quinientos habitantes, la mayoría étnicamente rutenos. Su desarrollo urbano se produjo en tiempos de la RSS de Ucrania, cuando pasó de dos mil a siete mil habitantes entre los censos de 1939 y 1979. Adoptó estatus de asentamiento de tipo urbano en 1940, y aumentó su casco urbano entre 1967 y 1971, al incorporar como barrios los hasta entonces pueblos de Dubkevychivka y Nadilne. Hasta la reforma territorial de 2020, tenía su propio ayuntamiento urbano, subordinado distritalmente a la ciudad de importancia regional de Leópolis.